# Joseph J. Little
Joseph James Little (* 5. Juni 1841 in Bristol, Großbritannien; † 11. Februar 1913 in New York City) war ein englisch-amerikanischer Politiker. Zwischen 1891 und 1893 vertrat er den Bundesstaat New York im US-Repräsentantenhaus.

## Leben
Joseph Little wurde während des Viktorianischen Zeitalters in Bristol geboren. Die Familie Little wanderte 1846 in die Vereinigten Staaten ein und ließ sich in Morris im Otsego County nieder. In der folgenden Zeit besuchte er Gemeinschaftsschulen. Er machte eine Lehre zum Drucker und arbeitete im Anschluss in einem Buchdruckerei in New York, um sein Handwerk zu vervollständigen. Während des Bürgerkrieges verpflichtete er sich in der Unionsarmee. Er stieg zwischen 1862 und 1864 vom Corporal zum First Lieutenant auf. Nach dem Krieg gründete er eine Druckerei in New York City. Politisch gehörte er der Demokratischen Partei an.
Er wurde in einer Nachwahl am 3. November 1891 im zwölften Wahlbezirk von New York in das US-Repräsentantenhaus in Washington, D.C. gewählt, um dort die Vakanz zu füllen, die durch den Rücktritt von Roswell P. Flower entstand. Da er auf eine Kandidatur im Jahr 1892 für den 53. Kongress verzichtete, schied er nach dem 3. März 1893 aus dem Kongress aus.
Nach seiner Kongresszeit arbeitete er als Bildungskommissar und Präsident im Bildungsausschuss von New York City. Er war bis zu seinem Tod im Drucker- und Verlagswesengeschäft tätig. Am 11. Februar 1913 starb Joseph J. Little in New York City und wurde dann auf dem Kensico Cemetery in Valhalla beigesetzt.